# Wests Tigers
Die Wests Tigers sind ein australischer Rugby-League-Verein aus Sydney. Der Club entstand im Jahr 1999 als ein Joint Venture zwischen den Balmain Tigers und den Western Suburbs Magpies. Die Vereinsfarben sind Orange, Schwarz und Weiß. Ihre Heimspiele tragen die in der National Rugby League antretenden Tigers wahlweise im Campbelltown Stadium, Leichhardt Oval oder CommBank Stadium aus.

## Geschichte
Infolge der Reduzierung der National Rugby League von 20 auf 14 Teams zur Saison 2000 mussten die Balmain Tigers und Western Suburbs Magpies fusionieren, um ihr Überleben in Australiens höchster Spielklasse zu sichern. Bis 2005 mussten sich die Fans des neuen Teams bis zur ersten Teilnahme an den Play-offs gedulden. Dann aber marschierten die Tigers direkt bis ins Grand Final durch und besiegten dort die North Queensland Cowboys mit 30:16. Eine dauerhafte Etablierung als Spitzenteam gelang jedoch nicht, seit dem Titelgewinn überstand das Team lediglich zweimal die Regular Season.

## Erfolge
- Meisterschaften (1): 2005

### Teilnahmen von Spielern am NRL All-Stars Game
| Name           | Position                                            | Teilnahme(n)           | Mannschaft    |
| Benji Marshall | Gedrängehalb                                        | 2010, 2011, 2012, 2013 | NRL All Stars |
| Robbie Farah   | Hakler, Gedrängehalb                                | 2010, 2013             | NRL All Stars |
| Liam Fulton    | Zweite-Reihe-Stürmer                                | 2011                   | NRL All Stars |
| Adam Blair     | Pfeiler, Zweite-Reihe-Stürmer, Dritte-Reihe-Stürmer | 2012                   | NRL All Stars |
| Luke Brooks    | Gedrängehalb                                        | 2015                   | NRL All Stars |